# Iberia (Ohio)
Iberia – jednostka osadnicza w Stanach Zjednoczonych, w stanie Ohio, w hrabstwie Morrow.